# Ле Виган
Ле Виган (фр. Le Vigan) — город во Франции, в регионе Лангедок — Руссильон, департамент Гар. Население составляет 3 959 человек (2009). Расположен на южной стороне Севенн в долине реки Арре. В летнее время источник доходов города — туризм. Имеется музей и старинные здания.

## История
Ле Виган, возможно, был центром диоцеза Arisitum  (лат.). После объединения с диоцезом Ним в 798 году, его главный священник на протяжении всего средневековья носил духовное звание archipresbiteratus Arisdii  (лат.). В качестве архипретории был отделён от диоцеза Ним в 1694 году, внёс свой вклад в формирование епархии Alais  (лат.).
К 1050 году здесь был построен монастырь Святого Петра, основанный монахами аббатства Сен-Виктор де Марсель.
В средние века и до 1790 года Виган был главным городом викарии (viguerie), которая состояла из 29 общин в 1384 году, из 33 в 1435 и 37 общие имелось в 1582 году. По сведениям хроник, в Вигане в 1384 году произошло 37 пожаров, а в 1789 году было 685 пожаров.
В XVII—XVIII веках в городе находилась резиденция интенданта и субделегации правительства в Лангедоке. Город являлся административной столицей Западной Севенны, собирал большие ярмарки. Сделанные здесь шелковые чулки экспортировали по всей Европе. В 1790 году город стал центром одного из восьми районов департамента Гар. Этот район включал восемь кантонов. Ле Виган состоял из трёх деревень: Авез (фр. Aveze), Мандагу (фр. Mandagout) и Виган (фр. Vigan).
Несколько карьеров к югу от города раньше были важным источником литографического известняка. Камень из этих карьеров получил почетное упоминание на Всемирной выставке 1851 года в Лондоне.
В конце XIX века Ле-Виган получил железнодорожное сообщение с Нимом и Турнемиром. Трафик был беден и ветка была закрыта: пассажирские перевозки прекратились в 1968 году, а грузовые — в 1987 году. Сегодня от железной дороги сохранилось в основном лишь здание станции.

## Галерея

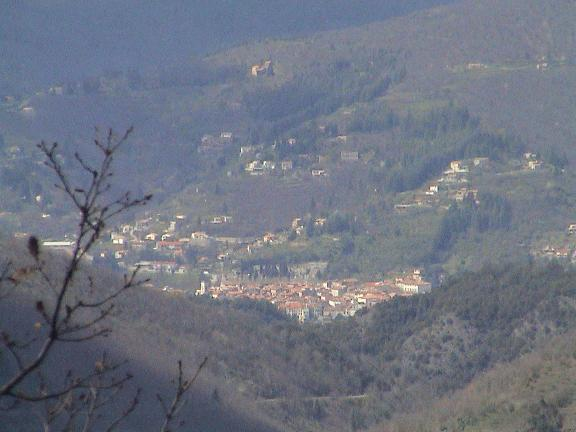
Вид на город с окрестных гор
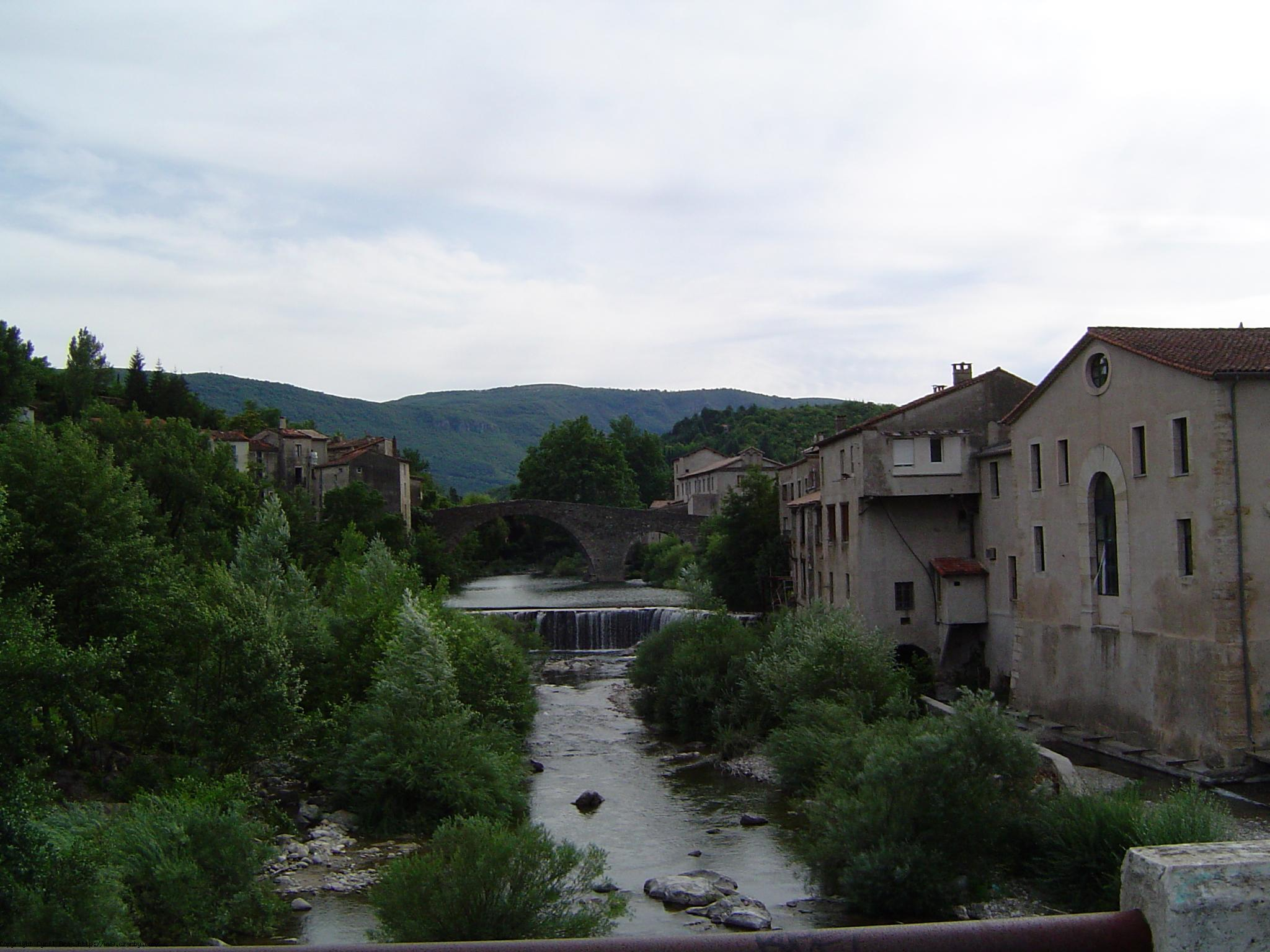
Ле-Виган и река Арре[фр.]
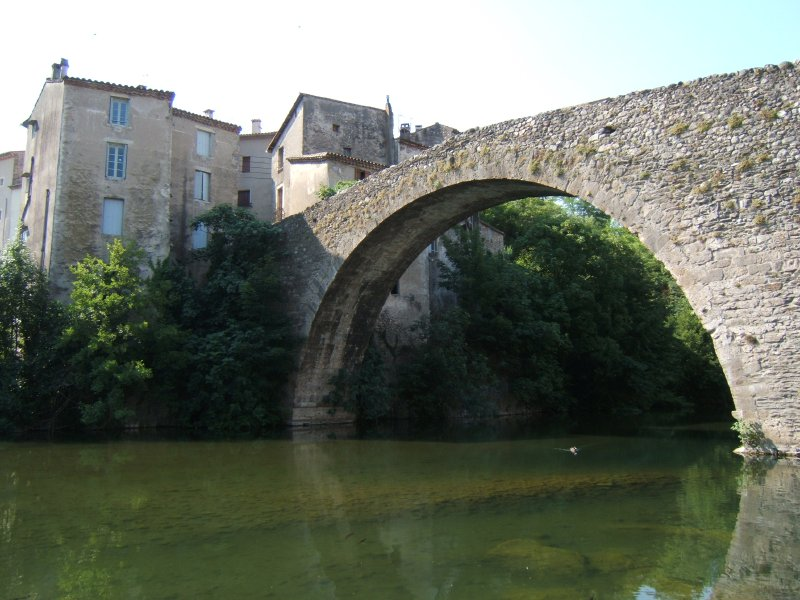
Старый мост